# I'm Still in Love With You (musikalbum av Al Green)
I'm Still in Love with You är ett musikalbum av Al Green som utgavs 1972 på skivbolaget Hi Records. Albumet var hans femte studioalbum och utkom bara 10 månader efter hans förra, Let's Stay Together. Titelspåret och "Look What You Done for Me" gavs ut som singlar och blev båda amerikanska hitsinglar. Albumet nådde fjärdeplatsen på amerikanska Billboard 200-listan, vilket också blev hans högst placerade album. Det finns med på listan The 500 Greatest Albums of All Time, sammanställd av magasinet Rolling Stone.

## Låtlista
(upphovsman inom parentes)
1. "I'm Still in Love with You" (Al Green, Al Jackson Jr., Willie Mitchell) - 3:12
2. "I'm Glad You're Mine"	(Al Green) - 2:57
3. "Love and Happiness" (Al Green, Mabon Hodges) - 5:07
4. "What a Wonderful Thing Love Is" (Al Green) - 3:40
5. "Simply Beautiful" (Al Green) - 4:11
6. "Oh, Pretty Woman" (Bill Dees, Roy Orbison) - 3:23
7. "For the Good Times" (Kris Kristofferson) - 6:27
8. "Look What You Done for Me" (Al Green, Al Jackson, Jr., Willie Mitchell) - 3:05
9. "One of These Good Old Days" (Al Green) - 3:24